# Résolution 636 du Conseil de sécurité des Nations unies
Membres permanents
- Chine
- États-Unis
- France
- Royaume-Uni
- URSS

Membres non permanents
- Algérie
- Brésil
- Canada
- Colombie
- Éthiopie
- Finlande
- Malaisie
- Népal
- Sénégal
- Yougoslavie

Résolution no 635 Résolution no 637
La résolution 636 est une résolution du Conseil de sécurité de l'ONU votée le 6 juillet 1989. 
Après avoir réaffirmé les résolution 607 (1988), résolution 608 (1989) et pris connaissance de l'expulsion de huit Palestiniens par Israël dans les territoires occupés, le 29 juin 1989, le Conseil de sécurité condamne la poursuite des expulsions et réaffirme l'applicabilité de la quatrième convention de Genève relative à la protection des civils en temps de guerre et qu'elle s'applique aux territoires occupés par Israël depuis 1967, y compris Jérusalem ainsi qu'aux autres territoires arabes occupés.
La résolution demande également à Israël d'assurer le retour immédiat et en toute sécurité des personnes expulsées et de cesser immédiatement les expulsions de civils. La situation elle-même a été portée à l'attention du Conseil par la Syrie et le président du Conseil de sécurité de l'époque, la Yougoslavie.
La résolution 636 est adoptée par 14 voix contre zéro, avec une abstention des États-Unis.